# IND Concourse Line
A Linha de Concourse (IND), em inglês:  IND Concourse Line é uma das linhas de trânsito rápido do metrô de Nova Iorque. Foi inaugurada em 1 de julho de 1933 (91 anos). Esta linha é uma secção da rede ferroviária que é operada pelo IND (em inglês:  Independent Subway System), que é uma subdivisão da Divisão B do Metrô de Nova Iorque.